# Open relatie
Een open relatie is een vaste relatie waarbij de partners ermee instemmen dat de andere partner (ook) seks met anderen heeft. Binnen een huwelijk wordt een open relatie een open huwelijk genoemd.
Een open relatie valt onder de parapluterm non-monogamie. Non-monogame relaties bestaan in verschillende vormen, hoewel monogamie in de westerse samenlevingen wel de norm is.
Ongeveer 3 à 4 procent van de Nederlanders heeft een open relatie.

## Definities
Volgens Winston (2017) is een open relatie "een relatie tussen twee personen, waarbij beide partners vrij zijn om romantisch of seksueel andere partners na te jagen". Volgens Sanger & Taylor (2013) zijn open relaties "relaties van koppels die de mogelijkheid openlaten dat een of beide mensen andere seksuele relaties hebben". Stewart (2013) definieert een open relatie als "iedere relatie waarin twee (of meer) mensen besluiten non-monogaam te zijn", waarbij monogamie wordt gedefinieerd als "één seksuele partner hebben"; voorts tekent ze aan dat "in sommige contexten open relaties ook polyamorie of swingen kunnen omvatten".

## Wetenswaardigheden
In 1961 publiceerde Minke Menalda in Hollands Weekblad een serie, Brieven aan mijn man, waarin zij haar visie gaf op het open huwelijk.